# Solimania
Solimania (en árabe: السليمانية‎) es la quinta ciudad más poblada de Irak y capital de la provincia de Suleimaniya, en el Kurdistán iraquí, entidad federal autónoma de Irak. En 2003, la ciudad tenía 662 600 habitantes.

## Historia
Fue fundada hacia 1783-1784 por un príncipe kurdo llamado Ibrahim Pasha. Después fue la capital de su principado llegando a tener 800 000 habitantes. En 1990 fue ocupada por Nawshirwan Mustafa, y desde entonces está controlada por la Unión Patriótica del Kurdistán (UPK). 